# Teoria sublimacji
Teoria sublimacji – teoria z zakresu humanistyki powstała na początku XX wieku mówiąca, iż artystyczna działalność człowieka jest przeniesieniem pożądań, pragnień i popędów (odczucie sfery - teoria Freuda), tłumionych przez normy i nakazy istniejące w świecie (odczucie moralności, czyli superego - teoria Freuda). Teoria ta jest podstawą do analizy psychiki artysty na podstawie obserwacji jego dzieł.